# 恋愛カタログ
『恋愛カタログ』（れんあいカタログ）は、永田正実による日本の漫画作品。『別冊マーガレット』（集英社）にて1994年から2007年にかけて連載され、同誌2013年11月号に6年ぶりとなる読切作が掲載された。単行本全34巻、文庫本全20巻。

## あらすじ
高校生花本実果は合コンで一目惚れをした高田修司に思い切って告白をする。付き合うことになった2人だが、一体どうやって恋愛をしていったらいいのか…。実果と修司を中心に等身大の恋愛を描くラブコメディー。

## 主な登場人物
花本 実果（声優：雪乃五月）
主人公。おっちょこちょいで、人の意見に流されやすい。悩みながらも修司との恋愛に全力でぶつかっていく。料理と小さな子供が好きで、保育士としての道を考えている。
高田 修司（声優：伊藤健太郎）
実果の恋人。優しくまじめな好青年。しかし、表情があまり表に出ず、時々誤解されることも。特技はピアノ。
花本 種（声優：桑島法子）
実果の4つ下の妹。食べ物、テレビ、漫画が大好きだが、姉・実果を異常なほど溺愛する。性格は乱暴で言葉遣いも悪いが、傷つきやすい面も持つ。
高田 隆司（声優：保志総一朗）
修司の5つ下の弟。修司とは正反対の性格で、とてもワガママな性格だが、今ひとつ迫力に欠ける。その場の流れに流されやすいところがある。
小倉 ユウ（声優：満仲由紀子）
実果の親友。実果が悩むと親身になって話を聞き、実果の背中を押してくれるしっかり者。しかし、何事もない日々が続くと、修羅場を探し、おせっかいと分かりつつ、首を突っ込んでいく。
山根 恭歌（声優：松田佑貴）
ユウの恋人で、修司の親友。ユウと同じノリを持つ良きパートナーであり、修司の相談役でもある。女王様気質の姉がいるためか、意外に気遣いができる。
笹錦 望（旧姓・郷右近）（声優：鶴野恭子）
修司の中学校時代の同級生。外見にコンプレックスを持っているものの、自分の意見はしっかり持ち、ハッキリ言う。昔は修司に恋心を抱いていた。大学で実果と知り合い、修司と再会する。
読切作では母親となった彼女が描かれる。

## 書誌情報
- コミックス - 単行本全34巻（マーガレットコミックス）、文庫本全20巻（集英社文庫(コミック版)）
- ファンブック『恋愛カタログファンブック -COLOR OF LOVERS- 〜恋、始めました〜。』

## ドラマCD
- 恋愛カタログ ドラマアルバム（エアーズ - ASIN: B000064CA0）
- 恋愛カタログ CDドラマ〜Tiny Darling Cupid（ランティス - ASIN: B00005HM3T）